# Kálmán Tóth (författare)
Kálmán Tóth, med ungerskt namnskick Tóth Kálmán, född 30 mars 1831 i Baja, död 3 februari 1881 i Budapest, var en ungersk författare. Han var far till Béla Tóth.
Toth blev mycket populär genom sina kärleksvisor och patriotiska dikter och som komediförfattare. Hans 1860 uppsatta, synnerligen omtyckta skämttidning "Bolond Miska" fick icke ringa politisk betydelse. Hans samlade dikter utkom första gången 1878.